# MOS 6510

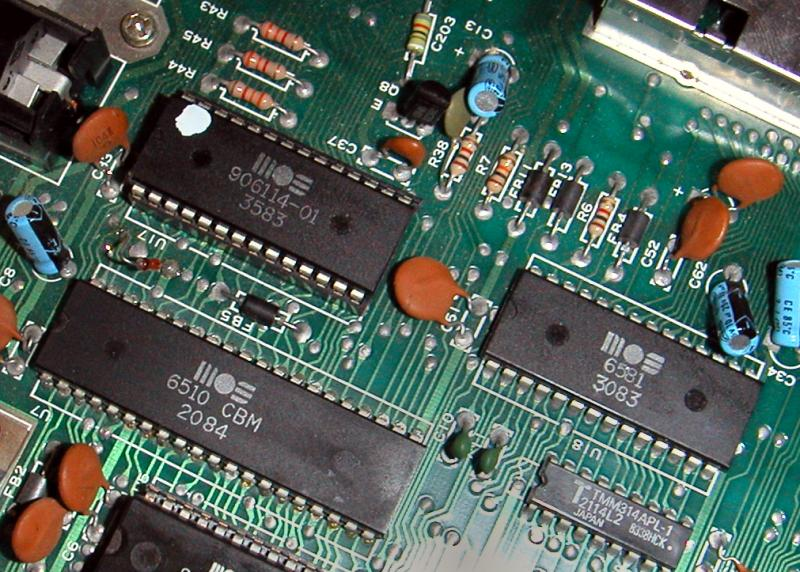
Il MOS 6510 all'interno di un Commodore 64 (in basso a sinistra). Il chip sulla destra è un SID 6581. Il codice sotto al nome dei chip identifica la settimana ed anno di produzione nel formato SS/AA. Ad esempio il 6510 è stato prodotto la 20ª settimana del 1984. (2084).

Il MOS 6510 era un microprocessore a 8 bit prodotto da MOS Technology. 
Era una versione modificata del MOS 6502 e fu impiegato dalla Commodore International solo per l'home computer Commodore 64 e nella sua versione portatile, l'SX-64. In entrambi i computer i piedini addizionali del processore furono usati per l'accesso a diversi banchi di memoria e, nel Commodore 64, anche per controllare il motore elettrico del datassette.

## Caratteristiche tecniche

Piedinatura della versione più comune del 6510.

La differenza principale col 6502 era l'aggiunta di una porta di I/O ad 8 bit bidirezionale (nella versione più comune del MOS 6510 si sfruttavano in genere solo 6 bit di I/O); vi è inoltre un ingresso per il generatore di clock esterno ed il bus indirizzi di tipo  tri-state. La frequenza operativa del 6510 nel Commodore 64 era di circa 1 MHz, anche se c'era una piccola differenza fra i modelli di computer per il mercato americano e quelli per il mercato europeo: il processore lavorava a 0,985 MHz nella versione PAL ed a 1,023 MHz in quella NTSC. Era possibile, scrivendo la giusta sequenza di bit nel registro mappato in memoria all'indirizzo $01, esporre completamente l'intera RAM di 64 kB del Commodore 64, mascherando del tutto la ROM o l'hardware preposto all'I/O.
Le caratteristiche tecniche principali sono:
- architettura interna: 8 bit
- logica NMOS;
- porta di I/O bidirezionale ad 8 bit mappata a $01;
- aritmetica binaria e decimale;
- capacità di gestire interrupt;
- memoria indirizzabile: 64 KB (bus indirizzi a 16 bit);
- capacità di accesso diretto alla memoria (DMA);
- possibilità di lavorare a 1 o 2 MHz;
- bus compatibile con quello del Motorola 6800;

## Versioni e derivati
Nel 1984 fu presentata da Commodore la nuova linea 264, che comprendeva il Commodore 16, il Commodore 116 ed il Commodore Plus/4. Tutti questi computer utilizzavano il MOS 7501, una CPU derivata direttamente dal 6510 rispetto a cui si differenziava per il bus I/O a 7 bit, un differente clock e la presenza della logica necessaria a gestire direttamente il bank switching della memoria. Altra novità era l'adozione del nuovo processo produttivo HMOS, che sostituiva il precedente processo NMOS, permettendo maggiori prestazioni grazie alle ridotte dimensioni dei transistor.
Nel 1985 fu presentata da MOS Technology la famiglia di chip MOS 85xx, realizzata con la seconda evoluzione del processo produttivo HMOS. Essa comprendeva:
- il MOS 8500 - evoluzione del 6510, fu progettato per essere utilizzato nella versione più moderna del C64, il Commodore C64C, ma già nel 1985 venne montato in piccole quantità sui C64 "normali"; il debutto ufficiale avvenne solo nel 1987 quando fu utilizzato sulle nuove schede madri con chipset HMOS;
- il MOS 8501 - evoluzione del 7501, fu progettato per sostituire questa CPU sui modelli più recenti del Plus/4 e del Commodore 16;
- il MOS 8502 - destinato al nuovo Commodore 128. Questa versione HMOS del 6510 girava con un clock doppio (2 MHz) rispetto alla CPU montata sul C64.

Tutti questi processori erano compatibili fra loro a livello di microcodice: l'unica eccezione era l'8502, che presentava alcuni microcodici addizionali non documentati.
Il 6510T era una versione speciale realizzata per gestire le unità a dischi esterne modello Commodore 1551: rispetto al 6510 aveva 8 linee di I/O e non presentava il segnale RDY né gli interrupt non mascherabili (NMI).